# Derek Mills
Derek Mills (né le 9 juillet 1972 à Washington D.C.) est un athlète américain spécialiste du 400 mètres.

## Biographie

### Carrière sportive
En 1994, alors qu'il est à l'Université d'Atlanta (Georgia Tech), il remporte le Championnat universitaire sur 400 m.
L'année suivante, aux Championnats du monde de Göteborg, il gagne avec le relais américain la médaille d'or du 4 × 400 m.
Il récidive un an plus tard en devenant champion olympique du relais 4 × 400 m à Atlanta.

### Reconversion
Mills devient entraîneur assistant de l'Université Tulane à La Nouvelle-Orléans.

### Palmarès
| Date | Compétition                    | Lieu              | Résultat | Épreuve   | Performance   |
| ---- | ------------------------------ | ----------------- | -------- | --------- | ------------- |
| 1990 | Championnats du monde juniors  | Plovdiv           | 5e       | 400 m     | 46 s 44       |
| 1990 | Championnats du monde juniors  | Plovdiv           | 1er      | 4 × 400 m | 3 min 02 s 26 |
| 1994 | Goodwill Games                 | Saint-Pétersbourg | 3e       | 400 m     | 45 s 29       |
| 1994 | Goodwill Games                 | Saint-Pétersbourg | 1er      | 4 × 400 m | 2 min 59 s 42 |
| 1994 | Finale du Grand Prix IAAF      | Paris             | 1er      | 400 m     | 45 s 22       |
| 1995 | Championnats du monde          | Göteborg          | 1er      | 4 × 400 m | 2 min 57 s 32 |
| 1996 | Jeux olympiques                | Atlanta           | 1er      | 4 × 400 m | 2 min 55 s 99 |
| 1996 | Finale du Grand Prix IAAF      | Milan             | 3e       | 400 m     | 45 s 24       |
| 1997 | Championnats du monde en salle | Paris             | 5e       | 400 m     | 46 s 30       |

### Records
| Épreuve    | Épreuve      | Performance | Lieu    | Date        |
| ---------- | ------------ | ----------- | ------- | ----------- |
| 400 mètres | En plein air | 44 s 13     | Eugene  | 4 juin 1995 |
| 400 mètres | En salle     | 45 s 59     | Atlanta | 4 mars 1995 |

## Sources
- (en) Cet article est partiellement ou en totalité issu de l’article de Wikipédia en anglais intitulé « Derek Mills » (voir la liste des auteurs) dans sa version du 11 avril 2008